# Vologdai járás

A Vologdai járás a Vologdai területen

A Vologdai járás (oroszul Вологодский муниципальный район) Oroszország egyik járása a Vologdai területen. Székhelye Vologda.

## Népesség
- 1989-ben 64 946 lakosa volt.
- 2002-ben 50 956 lakosa volt, akik főleg oroszok.
- 2010-ben 50 438 lakosa volt, melyből 46 654 orosz, 460 ukrán, 150 fehérorosz, 123 örmény, 66 üzbég, 64 tatár, 52 azeri, 32 cigány stb.